# Rifugio Antonio Locatelli - Sepp Innerkofler
Il rifugio Antonio Locatelli - Sepp Innerkofler (in tedesco Dreizinnenhütte) è un rifugio situato nel parco naturale Tre Cime in Alto Adige, a 2.450 m s.l.m.

## Storia

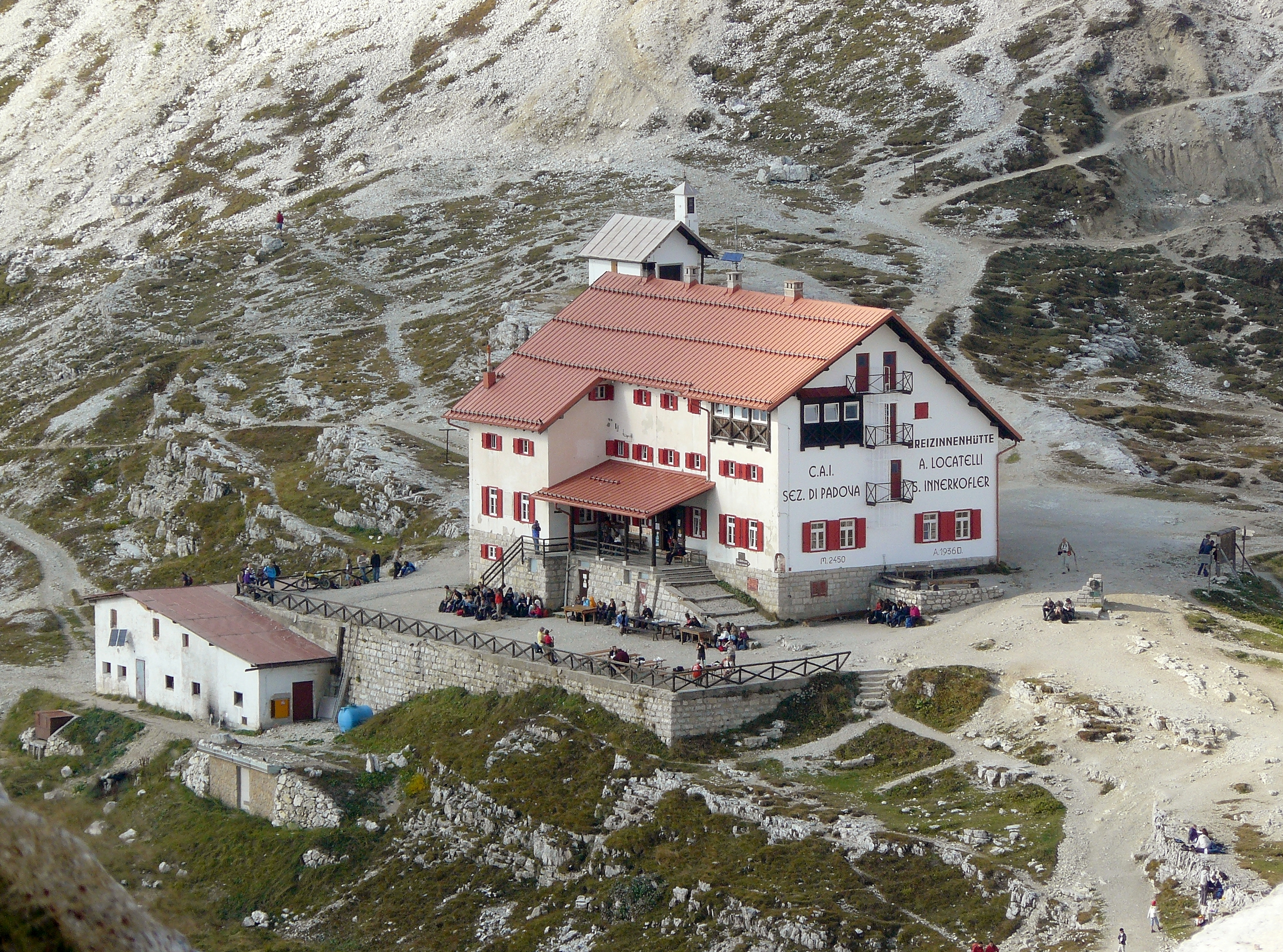
Il rifugio Locatelli-Innerkofler e, appena dietro, la piccola cappella

Il proprietario dell'hotel Post di Sesto, Karl Stemberger, propose nel 1881 di costruire un rifugio per la sezione Alta Pusteria del Deutscher und Österreichischer Alpenverein, il club alpino austro-tedesco, presso la forcella di Toblin. Dopo un sopralluogo dell'intera sezione, tutti i partecipanti rimasero entusiasti del panorama unico che si gode sulle Tre Cime di Lavaredo, sul monte Paterno e sulle montagne circostanti, e decisero di costruire il rifugio sulla forcella.
Karl Stemberger assunse la direzione dei lavori, mentre il progetto fu realizzato dal presidente della sezione, l'ingegner Rienzner di Dobbiaco. I lavori iniziarono nella primavera del 1882. In due mesi si procurò il materiale e si eresse un semplice edificio ad un piano di 4x8 m di pietra tagliata con il tetto ad una falda. Il piccolo rifugio comprendeva al piano terra una sala attrezzata, una cucina in muratura, due tavoli, panche ed alcune sedie. Accanto ad essa vi era una porta che conduceva ad una seconda stanza che fungeva da giaciglio per i pastori. Sul lato est, vi era una scala esterna che portava al sottotetto, che conteneva fino a dieci giacigli.
Il piccolo rifugio doveva essere aperto per l'autunno, ma il tempo non fu sempre favorevole. Infatti proprio nel 1882, si ricorda in tutta l'Alta Pusteria un'alluvione nel mese di settembre. L'inaugurazione slittò quindi al 1883. Per la sua realizzazione si spesero 1.250 fiorini, di cui 900 provennero dalla cassa centrale ed il resto fu pagato invece dalla sezione.
Il rifugio fu però distrutto durante la prima guerra mondiale da una granata italiana.
Nel 1922 venne ricostruito un piccolo rifugio al posto del precedente, dalla sezione Alta Pusteria dell'Alpenverein Südtirol. Nel 1923 il rifugio venne espropriato a favore delle sezioni del CAI di Bolzano e di Padova, le quali provvidero nel 1935 a ricostruirlo ex novo. Nel 1945 il Cai di Padova acquisì la quota di proprietà del Cai di Bolzano.

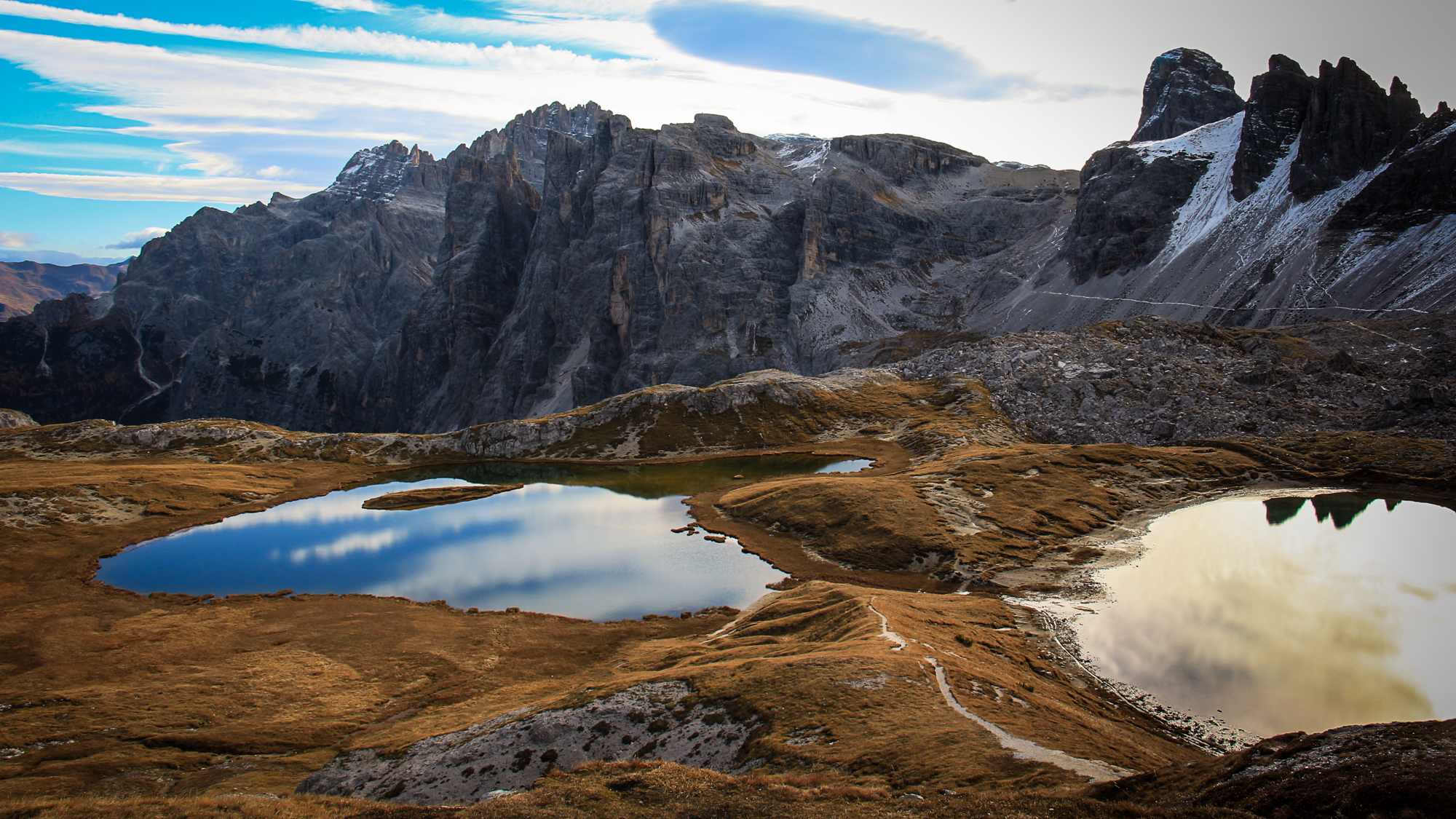
I laghi dei Piani

Il nuovo rifugio non fu ristrutturato ma costruito ex-novo in una posizione leggermente diversa. Un semplice monumento costruito su uno spigolo del visibile ex-sedime ricorda la precedente struttura e il nome di Sepp Innerkofler.
Presso il rifugio si trovano una piccola cappella e due piccoli laghi: i laghi dei Piani (Bödenseen).

## Toponimo
Antonio Locatelli nacque a Bergamo, il 17 aprile 1895, e morì nell'eccidio di Lechemti durante la guerra d'Etiopia il 27 giugno 1936. Fu un pluridecorato aviatore (unico militare italiano ad aver ottenuto tre medaglie d'oro al valor militare), giornalista, politico italiano, alpinista, accademico del CAI e, alla morte, presidente del CAI di Bergamo. Durante la prima guerra mondiale si distinse come pilota dell'aviazione militare e le sue audaci imprese lo resero celebre. Partecipò al famoso volo su Vienna con D'Annunzio. Abbattuto e fatto prigioniero il 15 settembre 1918, riuscì a fuggire travestito da soldato austriaco dopo poche settimane. All'interno del rifugio si trova una statua della Madonna di Loreto, patrona degli aviatori.

## Accessi
Il rifugio Locatelli è raggiungibile in poco tempo dal rifugio Auronzo, il quale è collegato a Misurina (frazione di Auronzo) da una strada carrozzabile a pedaggio. Il tempo di cammino minimo necessario per raggiungere  dal rifugio Auronzo (parcheggio) il rifugio Locatelli è di circa 1 ora e 20 minuti.  Più impegnativo è invece il collegamento con Sesto tramite la val Fiscalina. È raggiungibile anche dal lago di Landro in tre ore.

## Galleria d'immagini

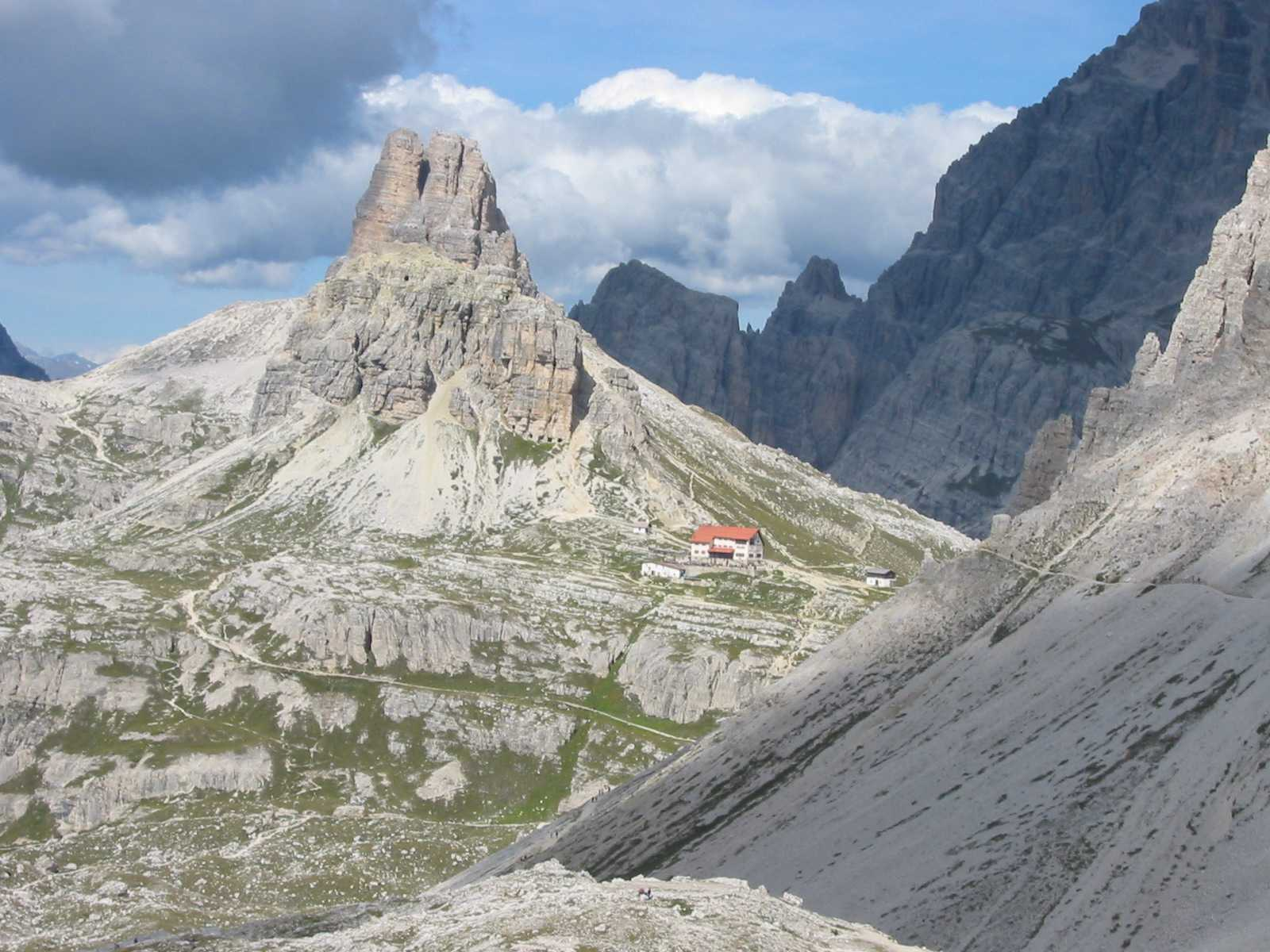
Il rifugio Locatelli-Innerkofler e sullo sfondo la Torre di Toblin
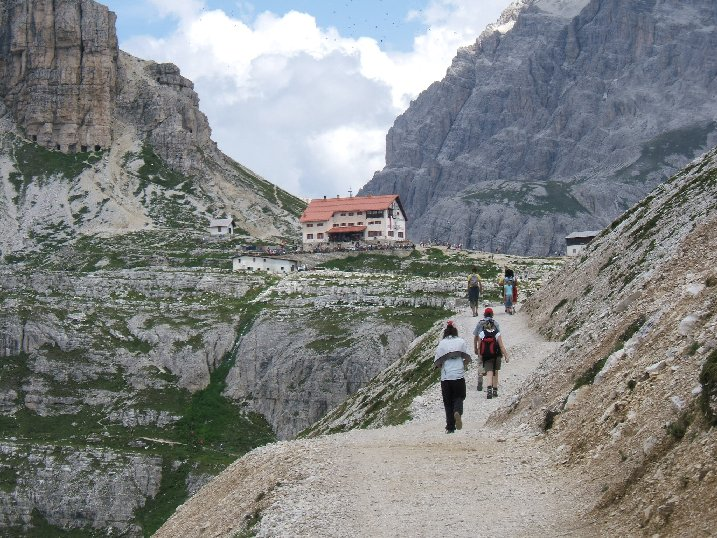
Il rifugio Locatelli-Innerkofler e sulla sinistra il Sasso di Sesto
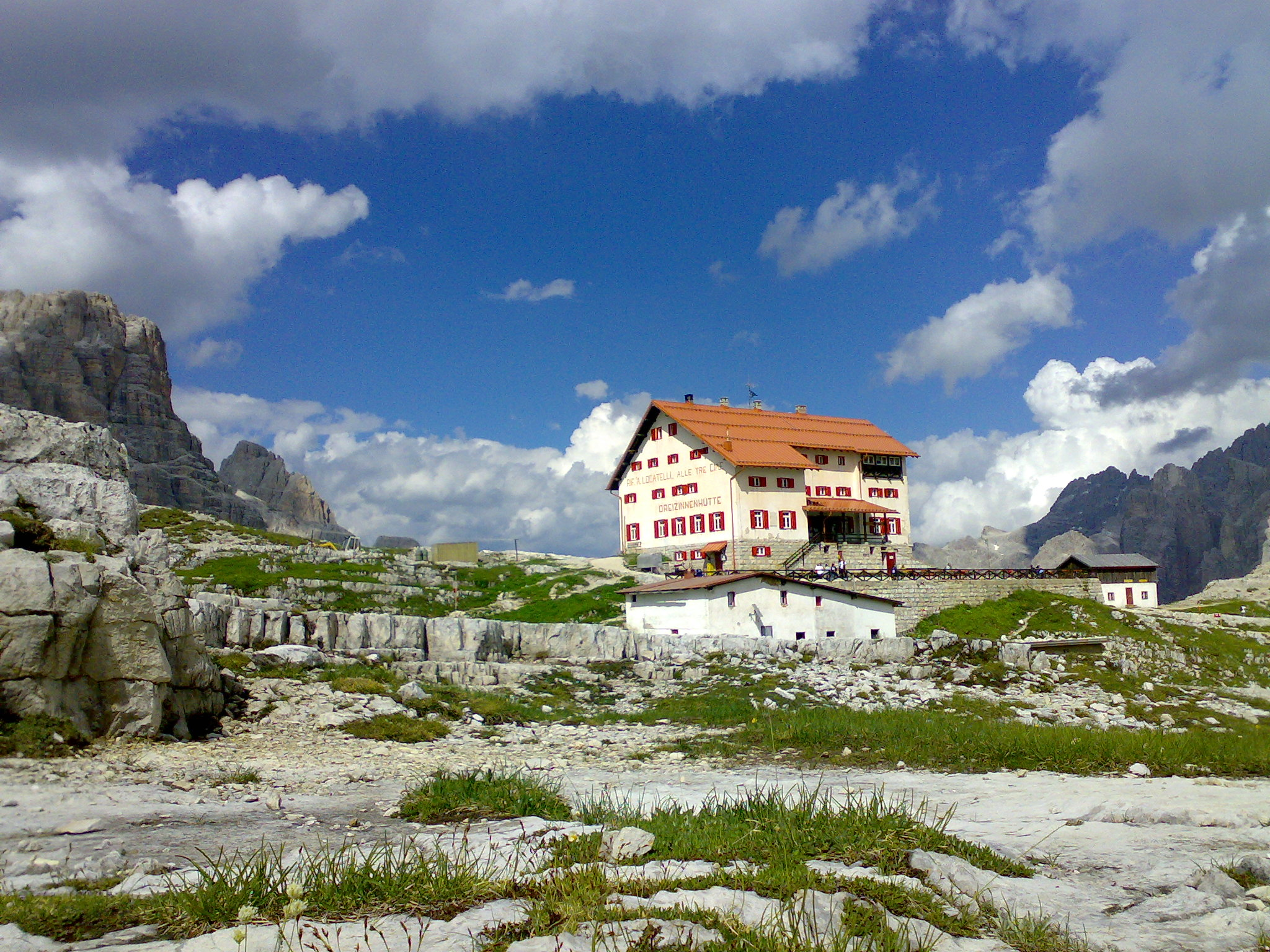
Il rifugio Locatelli-Innerkofler
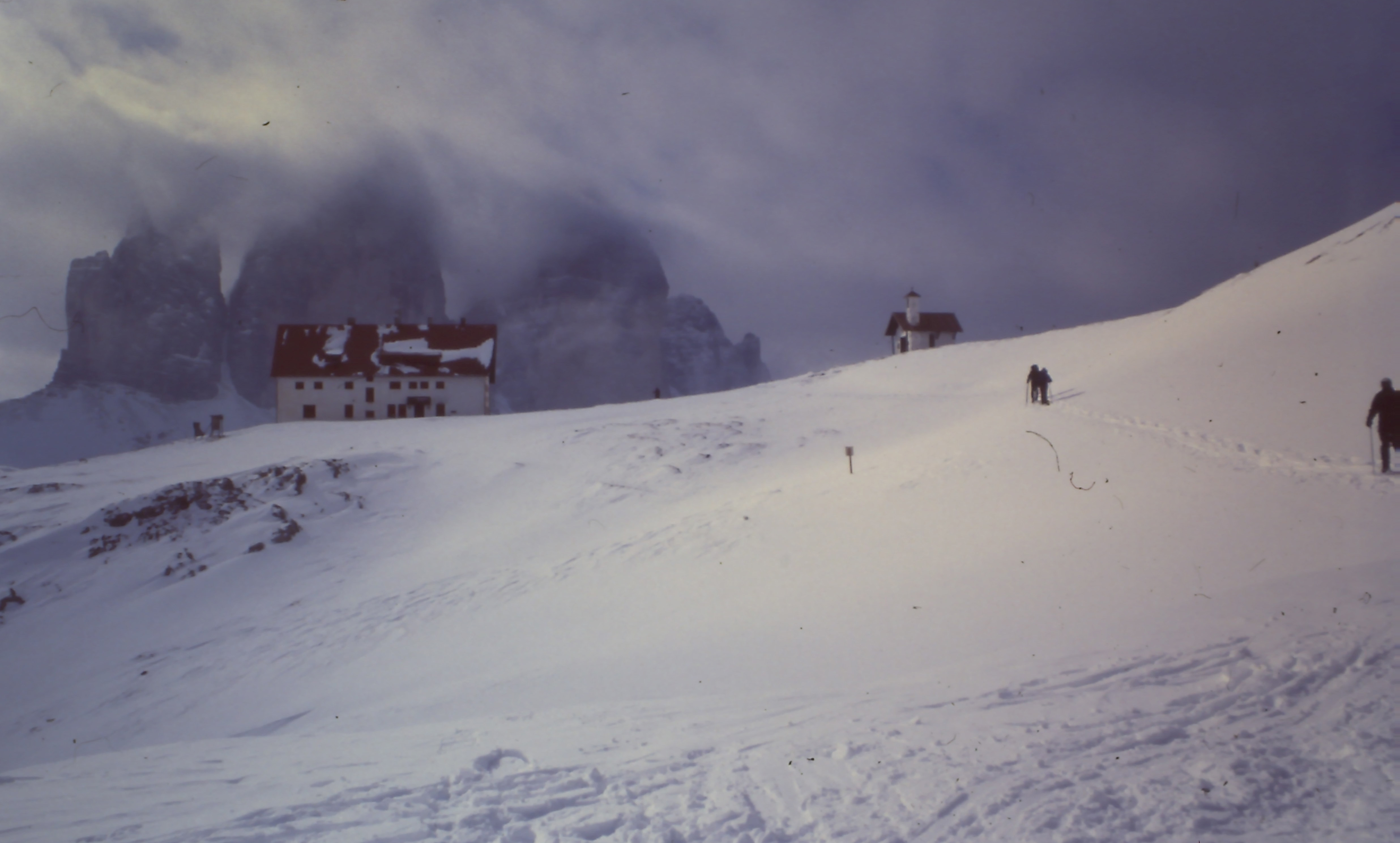
Invernale alle Tre Cime di Lavaredo in mezzo alle nuvole. In primo piano il rifugio A. Locatelli-S. Innerkofler.